# 锅派

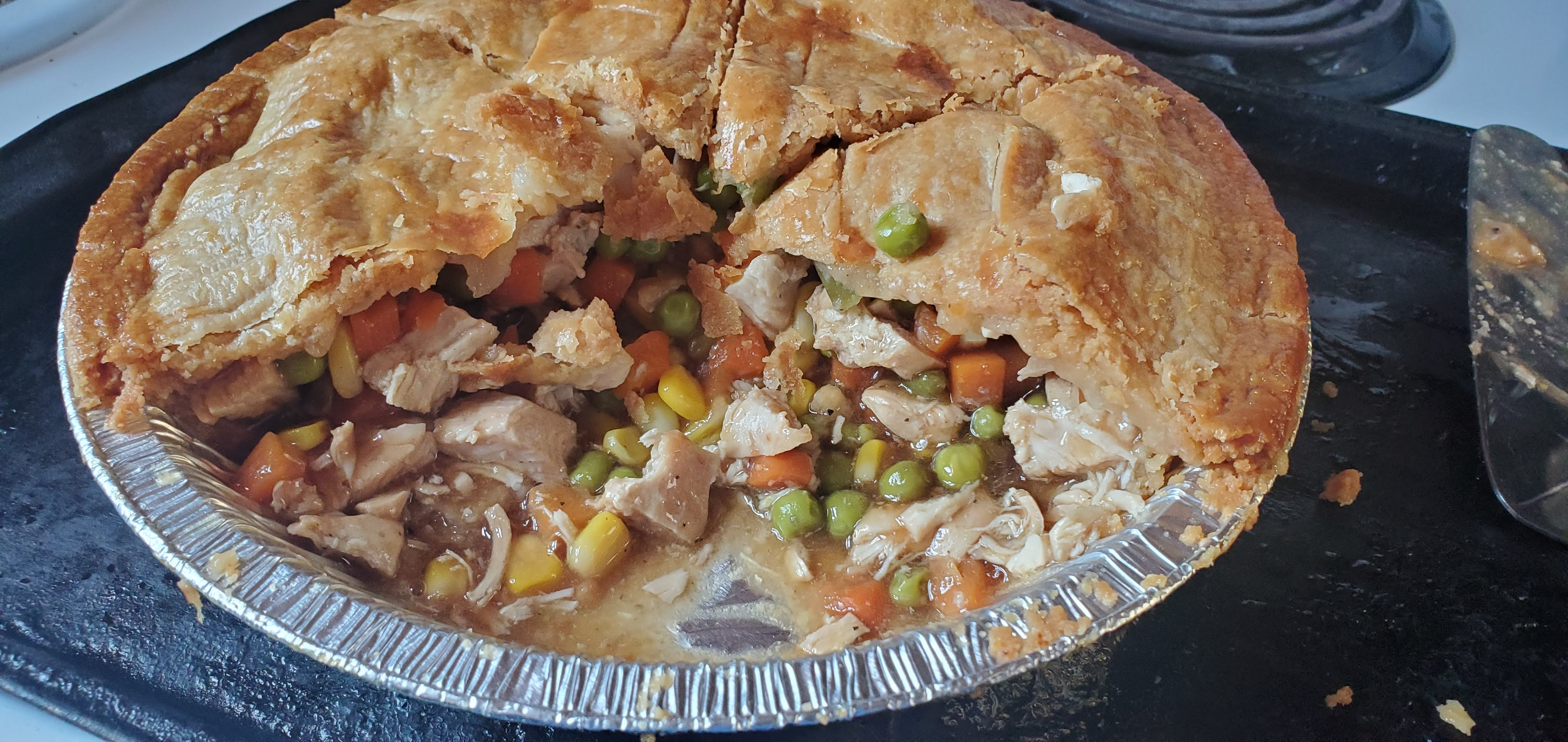
露出餡料的锅派

锅派是美國和加拿大境內常見的一种肉馅饼， 锅派內的馅料多種多樣，例如雞肉、牛肉、海鲜或素肉都可以成為锅派的餡料，其中雞肉锅派更為常見。